# Olympische Winterspiele 1968/Teilnehmer (Chile)
| Gelbes Symbol für Goldmedaillen mit stilisierten Olympischen Ringen | Graues Symbol für Silbermedaillen mit stilisierten Olympischen Ringen | Braundes Symbol für Bronzemedaillen mit stilisierten Olympischen Ringen |
| ------------------------------------------------------------------- | --------------------------------------------------------------------- | ----------------------------------------------------------------------- |
| —                                                                   | —                                                                     | —                                                                       |

Chile nahm an den Olympischen Winterspielen 1968 im französischen Grenoble mit einer Delegation von vier Athleten, drei Männer und eine Frau, teil.
Seit 1948 war es die sechste Teilnahme Chiles an Olympischen Winterspielen.

## Teilnehmer nach Sportarten

### Ski Alpin
Herren
- Félipe Briones
Abfahrt: 60. Platz – 2:18,07 min
Riesenslalom: 66. Platz – 4:03,80 min
Slalom: DNF (2. Qualifikationslauf)
- Richard Leatherbee
Abfahrt: 58. Platz – 2:17,86 min
Riesenslalom: 48. Platz – 3:50,71 min
Slalom: disqualifiziert (2. Finallauf)
- Mario Vera
Abfahrt: 46. Platz – 2:10,44 min
Riesenslalom: 51. Platz – 3:52,50 min
Slalom: im 2. Qualifikationslauf ausgeschieden

Damen
- Verena Vogt
Riesenslalom: 42. Platz – 2:13,18 min
Slalom: DNF

## Weblink
- Olympiamannschaft Chiles 1968 in der Datenbank von Sports-Reference (englisch; archiviert vom Original)